# Хунъань
Хунъа́нь (кит. упр. 红安, пиньинь Hóng'ān) — уезд городского округа Хуанган провинции Хубэй (КНР).

## История
В 1563 году в этих местах был создан уезд Хуанъань (黄安县).
13 ноября 1927 года в уездах Хуанъань и Мачэн началось восстание, организованное Коммунистической партией Китая. Восставшими был организован советский район на стыке провинций Хубэй, Хэнань и Аньхой, а уезд был переименован из «Хуанъань» («жёлтое спокойствие») в «Хунъань» («красное спокойствие»). В 1937 году, когда ради войны с Японией компартия и гоминьдан организовали Единый фронт, уезду было возвращено название Хуанъань.
В 1949 году был образован Специальный район Сяогань (孝感专区) и уезд вошёл в его состав. В 1952 году уезд был передан в состав Специального района Хуанган (黄冈专区) и был опять переименован в Хунъань. В 1970 году Специальный район Хуанган был переименован в Округ Хуанган (黄冈地区). В 1995 году округ Хуанган был преобразован в городской округ.

## Административное деление
Уезд делится на 10 посёлков и 1 волость.